# Paragomphus flavohamatus
Paragomphus flavohamatus – gatunek ważki z rodziny gadziogłówkowatych (Gomphidae).